# 여당
여당(與黨, 영어: Ruling party)은 대통령과 같은 국가 원수나 실권자를 배출한 집권 정당을 의미한다. 상반되는 의미로는 야당이 있다. 
여당은 주로 하나의 정당으로 이루어지나 연립 정부를 이룰 경우 여러 개의 정당이 여당 역할을 할 수 있다. 조선민주주의인민공화국처럼 한 정당만이 인정되도록 국가를 구성하는 경우가 있고, 일본이나 멕시코처럼 다당제 국가도 있다. 다당제 국가에서는 대개 여러 정당이 국민의 의사에 따라 번갈아 가며 국가를 운영하나 한 정당이 장기 집권을 하는 경우도 있다.
대통령제 국가에서 대통령이 당적을 포기할 경우, 여당은 존재하지 않게 된다.

## 세계의 집권 중인 여당 목록
- 서사하라 - 폴리사리오 전선
- 우루과이 - 광역전선
- 쿠바 - 쿠바 공산당
- 우즈베키스탄 - 우즈베키스탄 자유민주당
- 네덜란드 - 자유민주인민당, 자유당
- 중화민국 - 민주진보당
- 그리스 - 신민주주의당
- 남수단 - 수단 인민해방군
- 파라과이 - 적색당
- 오스트레일리아 - 오스트레일리아 노동당
- 독일 - 독일 기독교민주연합, 독일 사회민주당, 바이에른 기독교사회연합
- 러시아 - 통합 러시아
- 멕시코 - 국가재생운동
- 미국 - 공화당
- 투르크메니스탄 - 투르크메니스탄 민주당
- 베트남 - 베트남 공산당
- 라오스 - 라오인민혁명당
- 싱가포르 - 인민행동당
- 인도네시아 - 위대한 인도네시아 운동당
- 영국 - 노동당
- 일본 - 자유민주당, 공명당
- 중국 - 중국 공산당
- 튀르키예 - 정의개발당
- 폴란드 - 시민 연단
- 프랑스 - 르네상스
- 헝가리 - 피데스
- 캐나다 - 캐나다 자유당
- 덴마크 -  사회민주당
- 인도 - 인도 인민당
- 우크라이나 - 인민의 종
- 몽골 - 몽골 인민당
- 스페인 - 스페인 사회노동당
- 포르투갈 - 사회민주당
- 아일랜드 - 피너 게일,피어너 팔,녹색당
- 슬로바키아 - 방향-사회민주주의
- 뉴질랜드 - 국민당
- 캄보디아 - 캄보디아 인민당
- 스웨덴 - 온건당, 기독교민주당, 자유당
- 노르웨이 - 노동당,중앙당
- 에스토니아 - 에스토니아 개혁당, 에스토니아 중도당
- 라트비아 - 단결
- 카자흐스탄 - 아마나트
- 조선민주주의인민공화국 - 조선노동당
- 남아프리카 공화국 - 아프리카 국민회의
- 아이슬란드 - 독립당, 진보당, 좌파녹색운동
- 핀란드 - 국민연합당, 핀란드인당, 기독교민주당, 핀란드 스웨덴인당
- 오스트리아 - 오스트리아 국민당, 오스트리아 자유당, 녹색 - 녹색 대안
- 브라질 - 노동자당
- 크로아티아 - 크로아티아 민주연합
- 리투아니아 - 리투아니아 사회민주당
- 체코 - 시민민주당
- 타지키스탄 - 타지키스탄 인민민주당
- 대한민국 - 더불어민주당

## 같이 보기
- 야당